# Unione di comuni del Lago Maggiore
L'unione montana di comuni del Lago Maggiore è un ente locale sovracomunale, con autonomia statutaria, costituitosi nel 2013, che aggrega i sette comuni di Cannero Riviera, Cannobio, Ghiffa, Gurro, Oggebbio, Trarego Viggiona, Valle Cannobina.

## Storia
L'unione del Lago Maggiore è nata nel 2013 dopo lo scioglimento della Comunità montana del Verbano.
I sette comuni dell'unione, prima di confluire nella Comunità montana del Verbano, facevano parte delle precedenti comunità: tre di essi appartenevano all'ex comunità montana della Valle Cannobina (Cannobio, Gurro e Valle Cannobina) e quattro all'ex Comunità montana dell'Alto Verbano (Cannero Riviera, Ghiffa, Oggebbio e Trarego Viggiona).

## Territorio
Il territorio di questa unione comprende la parte settentrionale del Verbano piemontese e la Valle Cannobina.

## Principali funzioni
- La gestione associata dei servizi: scuole, servizi pubblici, servizi sociali, trasporti, protezione civile, rifiuti, polizia locale, urbanistica e opere pubbliche.
- La gestione associata delle "funzioni montane": difesa del suolo, sicurezza del territorio montano e le politiche alimentari, agricole e forestali.
- La tutela del territorio con il turismo e le attività commerciali: promozione turistica, sport, cultura e la cooperazione transfrontaliera.

## Demografia dei Comuni
Nel dettaglio fanno parte dell'unione montana i seguenti 7 comuni: 
| Posizione     | Stemma | Comune           | Popolazione (ab) | Superficie (km²) | Densità (ab/km²) | Altitudine (m s.l.m.) | Altitudine Minima (m s.l.m.) | Altitudine Massima (m s.l.m.) |
| ------------- | ------ | ---------------- | ---------------- | ---------------- | ---------------- | --------------------- | ---------------------------- | ----------------------------- |
| 1º            |        | Cannobio         | 5 098            | 52,53            | 97,05            | 214                   | 192                          | 2125                          |
| 2º            |        | Ghiffa           | 2 341            | 14,65            | 159,8            | 201                   | 183                          | 864                           |
| 3º            |        | Cannero Riviera  | 914              | 14,42            | 63,38            | 212                   | 192                          | 1366                          |
| 4º            |        | Oggebbio         | 889              | 21,44            | 41,46            | 265                   | 184                          | 1410                          |
| 5º            |        | Valle Cannobina  | 490              | 55,17            | 8,88             | 415                   | 330                          | 2175                          |
| 6º            |        | Trarego Viggiona | 416              | 18,9             | 22,01            | 771                   | 266                          | 1799                          |
| 7º            |        | Gurro            | 213              | 13,29            | 16,03            | 810                   | 488                          | 1925                          |
| Totale unione | –      | –                | 10 361           | 190,40           | 54,42            | –                     | 183                          | 2175                          |